# Plaisirs inconnus
Pour plus de détails, voir Fiche technique et Distribution.
Plaisirs inconnus (任逍遥, Ren xiao yao) est un film chinois réalisé par Jia Zhangke, sorti en 2002.

## Synopsis
À Datong, en Chine, Xiao Ji et Bin Bin, âgés de 19 ans, sont tous les deux au chômage. Ne se voyant aucun avenir, ils passent leur temps à traîner dans les rues.
Xiao Ji tombe amoureux de Qiao Qiao, une vedette locale de la chanson ; ils se rapprochent peu à peu, mais Qiao San, caïd local et petit ami de Qiao Qiao, s'oppose à leur relation. Bin Bin, sur la proposition de sa mère, tente d'entrer dans l'armée, mais il est refusé pour raisons de santé.

## Fiche technique
- Titre : Plaisirs inconnus
- Titre original : 任逍遥 (Ren xiao yao)
- Réalisation : Jia Zhangke
- Scénario : Jia Zhangke
- Photographie : Yu Lik-wai
- Montage : Chow Keung
- Production : Shо̄zо̄ Ichiyama et Kit Ming Li
- Société de production : E-Pictures, Hu Tong Communications, Lumen Films, Office Kitano et T-Mark
- Société de distribution : Ad Vitam Distribution (France)
- Pays :  Chine,  Japon,  Corée du Sud et  France
- Genre : comédie dramatique
- Format : couleur - 1,85:1 - son Dolby Digital - 35 mm
- Durée : 112 minutes
- Date de sortie : 23 mai 2002

## Distribution
- Wei Wei Zhao : Bin Bin
- Qiong Wu : Xiao Ji
- Zhao Tao : Qiao Qiao
- Qing Feng Zhou : Yuan Yuan
- Wang Hongwei : Xiao Wu
- Ru Bai : mère de Bin Bin
- Xi An Liu : père de Xiao Ji
- Ren Ai Jun : coiffeur
- Dao Xiao : Mr. Ren
- Zi Ying : concubine

## Production
Le film a été tourné en Chine sans autorisation officielle.